# NGC 7626
NGC 7626 је елиптична галаксија у сазвежђу Пегаз која се налази на NGC листи објеката дубоког неба.
Деклинација објекта је + 8° 13' 1" а ректасцензија 23h 20m 42,6s. Привидна величина (магнитуда) објекта NGC 7626 износи 11,2 а фотографска магнитуда 12,2. Налази се на удаљености од 44,703 милиона парсека од Сунца. NGC 7626 је још познат и под ознакама UGC 12531, MCG 1-59-57, CGCG 406-76, PGC 71140.